# موراي بانرمان
موراي بانرمان هو لاعب هوكي جليد كندي، ولد في 27 أبريل 1957 في فورت فرانسيس في كندا.

## وصلات خارجية
- موراي بانرمان على موقع دوري الهوكي الوطني (الإنجليزية)
- موراي بانرمان على موقع EliteProspects.com (الإنجليزية)
- موراي بانرمان على موقع HockeyDB.com (الإنجليزية)
- موراي بانرمان على موقع Hockey-Reference.com (الإنجليزية)